# Nanshi (Fluss)
Der Nanshi (chinesisch 南勢溪, Pinyin Nánshìxī) ist ein Fluss im Norden der Insel Taiwans. Er entspringt in den Bergen des Bezirks Wulai der Stadt Neu-Taipeh und fließt auf einer Länge von 45 km durch die Bezirke Wulai und Xindian, wo er sich mit dem Beishi zum Fluss Xindian vereint. Die bewaldete und gebirgige Natur zu beiden Seiten des Nanshi ist landschaftlich reizvoll. Der Fluss durchquert das Wald-Erholungsgebiet Nandong, in dem Wanderwege für Besucher angelegt sind. Eine besondere Attraktion ist der am rechten Flussufer von einer Felswand herabfallende Wulai-Wasserfall.